# Naoko Takeuchi
Naoko Takeuchi (jap. 武内 直子 Takeuchi Naoko; * 15. März 1967 in Kōfu) ist eine japanische Mangaka, die vor allem aufgrund ihres Mangas Sailor Moon bekannt wurde. Ihr Manga diente als Vorlage für den gleichnamigen und international erfolgreichen Anime.

## Biographie
Naoko Takeuchi wurde 1967 in Kōfu in der Präfektur Yamanashi geboren. Sie studierte mehrere Semester an der Kyoritsu Yakka Daigaku (Kyoritsu-Universität für Pharmazie) Chemie und Pharmazie und schloss dieses Studium mit der Arbeit über die Erhöhte Entwicklung von Thrombosen durch Ultraschall erfolgreich ab. Ihren ersten Manga schuf sie 1985 mit dem Band Yume ja nai no ne, der später im Kurzgeschichtenband Prism Time veröffentlicht wurde. Mit Miss Rain, Chocolate Christmas und The Cherry Project folgten weitere recht erfolgreiche Shōjo-Manga.
Den ersten Band der Erfolgsserie Sailor Moon veröffentlichte sie 1992, danach folgten 17 weitere Bände bis 1997. Die Reihe basiert auf der erstmals 1991 erschienenen Serie Sailor V, deren Hauptcharakter später auch in Sailor Moon eine wichtige Rolle spielt.
Heute lebt sie gemeinsam mit ihrem Ehemann Yoshihiro Togashi, der ebenfalls Manga-Zeichner (Hunter x Hunter, Yū Yū Hakusho) ist, ihrem Sohn und ihrer Tochter in Tokio.

## Ehrungen
- 1986: 2. Nakayoshi Neuer-Mangaka-Preis für Love Call
- 1993: 17. Kodansha-Manga-Preis für Sailor Moon
- 1998: Comic-Con International’s Inkpot Award

## Werke

### Manga
| Titel                                                                                    | Erscheinungs- datum                                           | Ursprünglich erschienen in (Magazin) | Später erschienen in (Tankōbon) | Anmerkungen |
| ---------------------------------------------------------------------------------------- | ------------------------------------------------------------- | ------------------------------------ | ------------------------------- | --- |
| Yume ja nai no ne 夢じゃないの・ね                                                       | November 1985                                                 | Nakayoshi Deluxe                     | Prism Time Bd. 2                | |
| Love Call                                                                                | September 1986                                                | Nakayoshi Deluxe                     | Prism Time Bd. 2                | |
| Secret na kataomoi Secretな片想い                                                        | Oktober 1986                                                  | Nakayoshi Deluxe                     | Prism Time Bd. 2                | |
| Yumemiru Rainy Button 夢見るRainy Button                                                 | Januar 1987                                                   | Nakayoshi Deluxe                     | Prism Time Bd. 2                | |
| Itsumo Issho ne いつもいっしょね                                                         | April 1987                                                    | Nakayoshi                            | Miss Rain                       | |
| Prism Time Gradation 1: Tamaki ~ Peppermint プリズムタイムgradation 1 たまき･peppermint  | April 1987                                                    | Nakayoshi Deluxe                     | Prism Time Bd. 1                | |
| Prism Time Gradation 2: Saura ~ Sunset プリズムタイムgradation 2 沙浦･sunset             | Mai 1987                                                      | Nakayoshi Deluxe                     | Prism Time Bd. 1                | |
| Prism Time Gradation 3: Mizuki ~ Moonglow プリズムタイムgradation 3 みずき･moonglow      | Juni 1987                                                     | Nakayoshi Deluxe                     | Prism Time Bd. 1                | |
| Chocolate Christmas チョコレート・クリスマス                                             | Dezember 1987- Januar 1988                                    | Nakayoshi                            | Chocolate Christmas             | |
| Maigo no swing まいごのスウィング                                                        | Februar 1988                                                  | Nakayoshi Deluxe                     | Miss Rain                       | |
| Wink Rain ウインク・レイン                                                               | August 1988- Oktober 1988                                     | Nakayoshi                            | Chocolate Christmas             | |
| Gomen ne wednesday ごめんねウエンズデイ                                                  | Dezember 1988                                                 | Nakayoshi                            | Prism Time Bd. 1                | |
| Dream Park de Mattete ドリーム・パークでまってて －小鳥たちの前奏曲－                    | Mai 1989                                                      | Nakayoshi Deluxe                     | The Cherry Project Bd. 3        | |
| July Marmalade Birthday ７月マーマレード・バースデー                                     | Juli 1989                                                     | Nakayoshi                            | Miss Rain                       | |
| Maria ま・り・あ                                                                         | Dezember 1989- Mai 1990                                       | Nakayoshi                            | Maria                           | basierend auf Daddy-Long-Legs von Jean Webster |
| Boku no Pierce Girl ぼくのピアス・ガール                                                 | Mai 1990                                                      | Nakayoshi                            | Miss Rain                       | |
| Miss Rain ミス・レイン                                                                   | Juli 1990                                                     | Nakayoshi                            | Miss Rain                       | |
| Sono Go no Ma-ri-a その後のま・り・あ                                                    | August 1990                                                   | Nakayoshi                            | The Cherry Project Bd. 3        | Co-Produktion mit Nekobe Neko |
| The Cherry Project The チェリー・プロジェクト                                            | Oktober 1990- Dezember 1991                                   | Nakayoshi                            | The Cherry Project Bd. 1–3      | |
| Code Name wa Sailor V コードネームはセーラーＶ                                           | Sommer 1991- November 1997                                    | Run-Run                              | Sailor V Bd. 1–3                | Kapitel 3 war Pilotgeschichte, Neuauflage in 2 Bänden Oktober–November 2004                                                                       |
| Bishōjo Senshi Sailor Moon 美少女戦士セーラームーン                                      | Februar 1992- März 1997                                       | Nakayoshi                            | Sailor Moon Bd. 1–18            | Neuauflage mit Änderungen in 12 Bänden September 2003-September 2004                                                                              |
| Rain Kiss レインキス                                                                     | März 1997                                                     | Amie                                 | Prism Time Bd. 2                | |
| PQ Angels ぴいきゅうエンジェルス                                                         | September 1997- Dezember 1997                                 | Nakayoshi                            |                                 | Nach Kapitel 4 unterbrochen, Neuauflage und Fortsetzung unwahrscheinlich, da 7 Seiten des Originalmanuskripts bei Kodansha verloren gegangen sind |
| Takeuchi Naoko-hime no Shakai Fukki Punch!! 武内直子姫の社会復帰ぱーんち!!               | Dezember 1998- März 1999                                      | Young You                            |                                 | |
| Naoko-hime to Yoshihiro-ōji no Marriage Punch!! 武内直子姫と冨樫義博王子の結婚ぱーんち!! | April 1999- Februar 2000                                      | Young You                            |                                 | |
| Naoko-hime to Yoshihiro-ōji no Baby Punch!! 直子姫と義博王子のベビー・ぱーんち!!         | Januar 2001- Dezember 2001                                    | Young You                            |                                 | |
| Hime to Ōji to Petit Ōji no Punch!! 姫と王子とプチ王子のばる～ん・ぱーんち!!             | September 2002- Januar 2004                                   | Young You                            |                                 | |
| Toki*Meca トキ☆めか                                                                      | September 2001, Januar 2005- April 2005, November 2005- heute | Nakayoshi                            | Toki*Meca Bd. 1                 | 2001 Pilotgeschichte, 2005 Serie |
| Love Witch ラブ・ウィッチ                                                                | April 2002- Juni 2002, September 2002                         | Nakayoshi                            |                                 | abgebrochen |

### Illustrationen
| Titel                                                  | Erscheinungs- datum      | Autoren                       | Verlag   |
| ------------------------------------------------------ | ------------------------ | ----------------------------- | -------- |
| Maria ま・り・あ                                       | August 1994              | geschrieben von Marie Koizumi | Kodansha |
| Mermaid Panic Bd. 1–4 マーメイド・ぱにっく             | August 1996- August 1997 | geschrieben von Marie Koizumi | Kodansha |
| Atashi no Wagamama o Kiite … あたしのわがままを聞いて… | März 1998                | geschrieben von Marie Koizumi | Kodansha |
| Zettai, Kare o Ubatte Miseru! 絶対、彼を奪ってみせる！ | September 1998           | geschrieben von Marie Koizumi | Kodansha |

### Bücher
| Titel                                       | Erscheinungs- datum | Autoren                                                           | Verlag   |
| ------------------------------------------- | ------------------- | ----------------------------------------------------------------- | -------- |
| Ōbōnū to Chibōnū おおぼーぬーとちぃぼーぬー | Oktober 2005        | geschrieben von Naoko Takeuchi, illustriert von Yoshihiro Togashi | Kodansha |